# Font de la Canya
El yacimiento ibérico de la Font de la Canya o Turó de la Font de la Canya se encuentra situado en el municipio de Avinyonet del Penedés (Barcelona) España, en un altozano de 230 metros sobre el nivel del mar, flanqueado por dos torrentes, cerca de los núcleos de Avinyó Nou, San Sebastián dels Gorgs y Clariana de dicho municipio.
El yacimiento fue descubierto casualmente en 1997 por un vecino, Xavier Esteve, arqueólogo profesional, durante unos trabajos de explanación agrícola realizados en la zona. Los descubrimientos efectuados durante las excavaciones arqueológicas demuestran sin lugar a dudas que el cultivo de la vid en Cataluña se originó en las cercanías del asentamiento, en lo que ahora es el municipio de Avinyonet del Penedés y su área de influencia. Las numerosas evidencias de consumo de vino y cultivo de vid en todas las fases del yacimiento lo convierten en un importante foco de la introducción de este cultivo en Cataluña.

## Contexto histórico
Se trata de un establecimiento íbero, perteneciente a la tribu de los cossetanos, que la ocuparon entre los siglos VII y III a. C. siendo abandonado poco después de que llegaran los primeros ejércitos romanos durante la II Guerra Púnica.

### Fase preibérica. Introducción de la viña y el vino

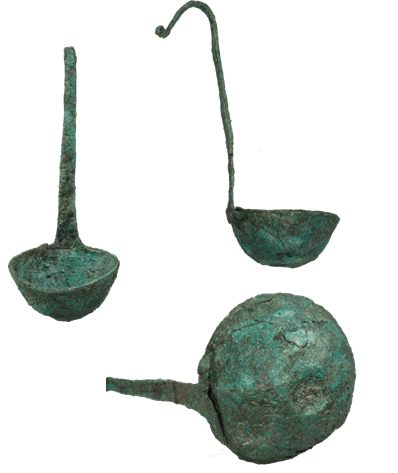
Simpulum de bronce de la primera Edad del Hierro.

En esta fase, denominada también como primera Edad del Hierro (625-575 a. C.), aparecen en la Font de la Canya indicadores arqueológicos que informan sobre el consumo de vino foráneo. Se hallan recipientes anfóricos de origen fenicio, concretamente de la zona del estrecho de Gibraltar, y, en menor medida cartaginés, que son testimonio de intercambios comerciales con los fenicios que deberían buscar, posteriormente, la complicidad de los indígenas para buscar los lugares idóneos para la plantación de viña y así transmitir el complejo sistema de elaboración del mismo. Parece lógico así que primero se introdujo el consumo del vino en el actual Panadés para después, paulatinamente, adoptar el cultivo de la viña.
El vino se convierte en parte importante de las celebraciones, otorgando poder y alto nivel social. De aquí el destacable volumen de las importaciones de origen fenicio documentadas en Cataluña y Valencia en el siglo VII a. C..
La presencia en el yacimiento de trípodes-morteros fenicios nos informan sobre la preparación del vino para su consumo, aportándole especias y aromatizantes para potenciar su sabor o también para disimular su deterioro al transportarse a largas distancias. Asimismo se encuentra un simpulum o cucharón de bronce utilizado para servir el vino. Pero lo que nos hace conocedores de que ya en época preibérica se producía vino en la Font de la Canya, como posteriormente se ampliará, es el hallazgo de grandes cantidades de semillas de vid cultivada Vitis vinifera.

### Fase ibérica. Consolidación del cultivo de la viña

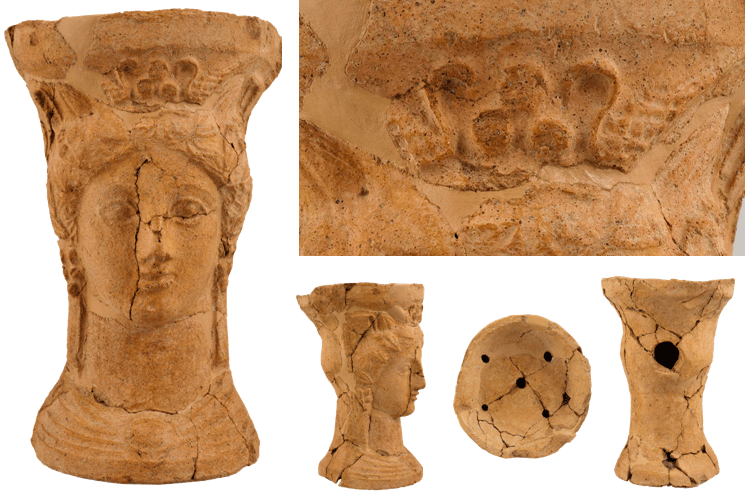
Diosa Demeter. Vaso votivo

Durante la segunda Edad del Hierro (550-150 a. C.) tiene lugar el auge del nuevo cultivo introducido, desbancando al cultivo de leguminosas y, en determinadas zonas, a los cereales. Así, en la costa central y en el Panadés la viña aparece ya en todos los yacimientos estudiados, documentándose subproductos procedentes de su prensado. En la Font de la Canya se documentan en ese periodo, además de los propios de una agricultura cerealista, utensilios específicos para el cultivo y producción del vino, como una podadera de hierro con mango de hueso (siglo IV a. C.) y una base de prensa de piedra (siglo III a. C.). También, a diferencia de en la primera Edad del Hierro, aparecen en el yacimiento vajilla relacionada con la preparación, servicio y consumo del vino. Además es importante la faceta religiosa en la que el vino pasa a ser motivo ceremonial, como indica el descubrimiento de los restos de un importante banquete ceremonial en honor a la diosa griega Deméter (Tanit para los cartagineses), en el que se encontró un vaso en forma de busto de dicha deidad, con una inscripción en la cabeza que dice "kalathos" (bienvenidos en griego) y con la frente adornada con cereales y uvas, todo ello fechado en el siglo III a. C.

## Prospecciones y excavaciones arqueológicas

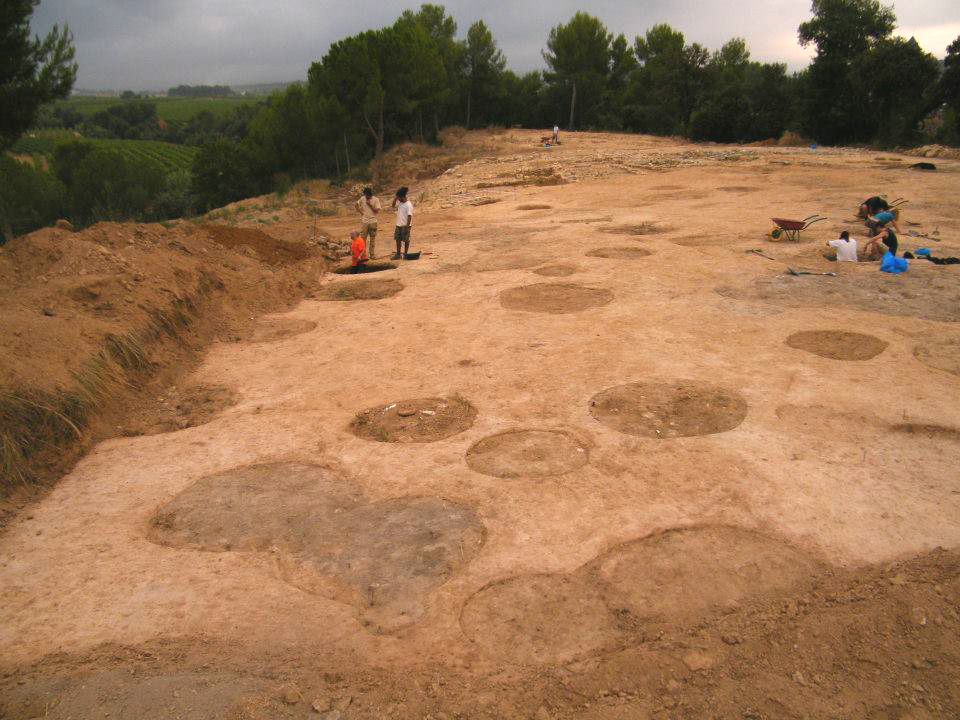
Silos localizados y pendientes de excavar (año 2011)

Las primeras excavaciones tuvieron lugar en el año 1998 y permitieron ubicar un buen número de silos que no pudieron excavarse hasta el año siguiente. A partir del año 2000 las excavaciones pasan a depender del Departamento de Arqueología de la Generalidad de Cataluña, bajo la dirección de un equipo de investigación de la Universidad de Barcelona formado por David Asensio, Jordi Morer y Xavier Cela, incorporándose posteriormente Dani López Reyes y Rafel Jornet. En los años siguientes se realizan importantes descubrimientos y, a pesar de su potencial, los trabajos no avanzan lo suficiente por causa de los pocos recursos disponibles. No obstante, con mucho esfuerzo de los voluntarios, se descubre la concentración de semillas de Vitis vinifera carbonizada más antiguas de Cataluña, datadas en el siglo VII a. C. y más tarde, en el 2004, los indicios de lo que resultaría ser un hábitat.

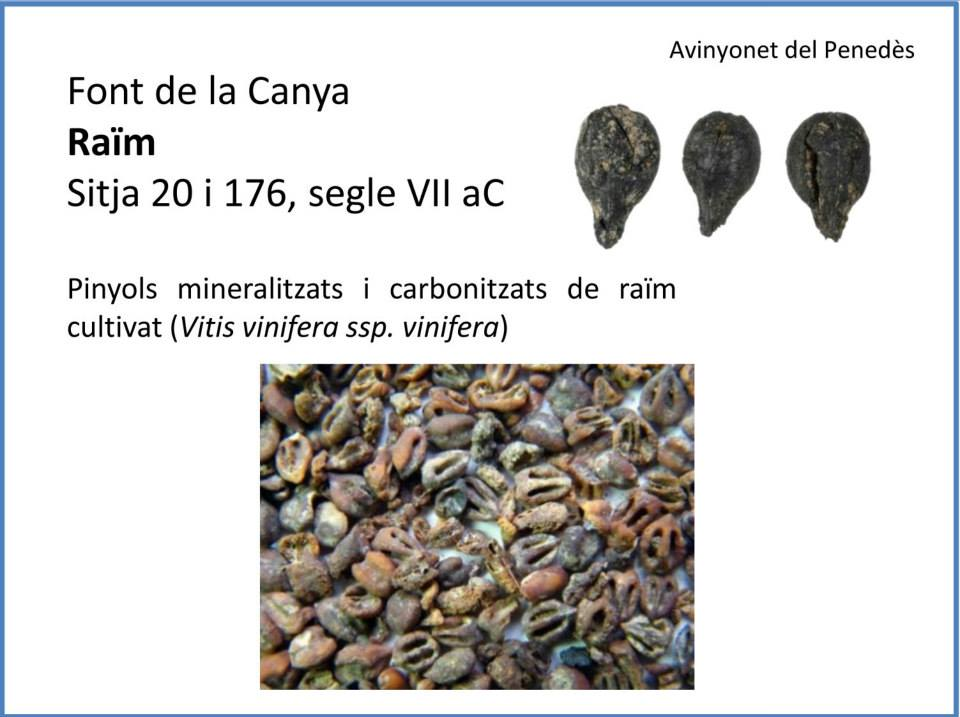
Semillas de Vitis vinifera carbonizadas y mineralizadas según ficha arqueológica

En el transcurso de las excavaciones realizadas el año 2006, entre la que se estudiaron diversos silos, fueron hallados los restos óseos, posiblemente de una niña de unos 14 años de edad. Los restos, pertenecientes al siglo VII a. C. se encontraban en el interior de un silo que ya por entonces fue reutilizado. El cuerpo se encontró acompañado de un ajuar ceremonial, en concreto por varias cerámicas, y lo más peculiar, el cráneo de un équido junto con su correspondiente mandíbula. Otra curiosidad que se ha estudiado es que, al parecer, el cuerpo no fue cubierto con tierra hasta ya iniciado el proceso de descomposición del mismo, como da a entender la posición final del cuerpo, con síntomas de haber cambiado su posición original por consecuencia de la misma.
En el año 2007 tiene lugar un cambio de equipo en el ayuntamiento y las nuevas incorporaciones promueven una mayor implicación por parte del consistorio, aportando unos recursos que permiten un avance equivalente a varias temporadas de excavación manual. Así se consigue descubrir cientos de nuevos silos, delimitar el perímetro original del asentamiento, excavar la zona del hábitat e incluso hallar restos humanos inhumados dentro de uno de los silos reaprovechados. Es importante hacer mención que ya en el año 1998 fue hallada
(en este caso por un particular) una base de prensa para vino que estaría datada en el siglo III a. C. Ello, unido a la multitud de ánforas fenicias, etruscas, griegas, cartaginesas y romanas encontradas, a distintos utensilios para el tratamiento del vino y a semillas carbonizadas de todas las épocas ibéricas, demuestra que el asentamiento era un importantísimo centro productor y distribuidor de vino implementado en un centro de mercancías integral, especialmente de cereales, como demuestran los centenares de silos documentados.
En el año 2009 tiene lugar uno de los más importantes y extraños descubrimientos, ya que, en un silo que fue reutilizado como  fosa séptica en el siglo VII a. C. se hallaron en gran número semillas de Vitis vinifera mineralizadas (no carbonizadas) que conservaron exactamente su aspecto original.
En las actuaciones del año 2013 fue descubierto un segundo hábitat, más antiguo que el primero, perteneciente al siglo VII a V a. C. así como la localización de nuevos silos. Cabe destacar que hasta la fecha se han excavado unos 400 pero se estima le cantidad total del yacimiento puede oscilar entre 800 y 1000.
En la excavación realizada el año 2014 se descubrió la bodega más antigua del Panadés. Se trata de los restos de un edificio semienterrado destinado a elaborar, y principalmente, guardar vino. Data del siglo III a. C. y tiene unas dimensiones de 14 metros de longitud y 7 metros de anchura, estando su base a unos dos metros por debajo del nivel del suelo. Entre los restos se hallaron más de 15.000 fragmentos de ánforas de vino. También fueron halladas jarras para servir vino y otros utensilios relacionados.
En la campaña de 2016 tuvo lugar un hallazgo importante puesto que se localizó, dentro de un silo reutilizado, el esqueleto de un niño de época preibérica y de más de 2700 años de antigüedad. Los restos fueron encontrados en posición horizontal y cubiertos por ladrillos de adobe de la época, fabricados con barro y paja. Es curioso el hecho de que este sea el segundo enterramiento hallado en silos reutilizados del yacimiento, abriendo un debate sobre la existencia de rituales de enterramiento en la época.

## Videos
- Los secretos ibèrics de Avinyonet (En catalán)
- El Panadés, la primera viña de Cataluña (En catalán)
- Turó Font de la Canya (En catalán)
- Instituto de estudios penedesences: El Panadés, territorio vitivinícola más antiguo de Cataluña

- Datos: Q16568477
- Multimedia: Font de la Canya / Q16568477